# Europaspiele 2015/Teilnehmer (Irland)
| Gelbes Symbol für Goldmedaillen mit stilisierten Olympischen Ringen | Graues Symbol für Silbermedaillen mit stilisierten Olympischen Ringen | Braundes Symbol für Bronzemedaillen mit stilisierten Olympischen Ringen |
| ------------------------------------------------------------------- | --------------------------------------------------------------------- | ----------------------------------------------------------------------- |
| 2                                                                   | 1                                                                     | 3                                                                       |

Irland nahmen in Baku an den Europaspielen 2015 teil. Vom Olympic Council of Ireland wurden 62 Athleten in 15 Sportarten nominiert.

## Badminton
| Athleten                   | Wettbewerb | Gruppenphase                             | Gruppenphase        | Gruppenphase | Gruppenphase | Achtelfinale     | Achtelfinale | Viertelfinale                   | Viertelfinale       | Halbfinale                           | Halbfinale   | Finale | Finale   | Rang   |
| Athleten                   | Wettbewerb | Gegner                                   | Ergebnis            | Punkte       | Rang         | Gegner           | Ergebnis     | Gegner                          | Ergebnis            | Gegner                               | Ergebnis     | Gegner | Ergebnis | Rang   |
| -------------------------- | ---------- | ---------------------------------------- | ------------------- | ------------ | ------------ | ---------------- | ------------ | ------------------------------- | ------------------- | ------------------------------------ | ------------ | ------ | -------- | ------ |
| Frauen                     |            |                                          |                     |              |              |                  |              |                                 |                     |                                      |              |        |          |        |
| Chloe Magee                | Einzel     | Kati Tolmoff                             | 18:21, 17:21        | 4            | 3            | –                | –            | –                               | –                   | –                                    | –            | –      | –        |        |
| Chloe Magee                | Einzel     | Kristīne Šefere                          | 21:9, 21:7          | 4            | 3            | –                | –            | –                               | –                   | –                                    | –            | –      | –        |        |
| Chloe Magee                | Einzel     | Lianne Tan                               | 11:21, 22:20, 21:12 | 4            | 3            | –                | –            | –                               | –                   | –                                    | –            | –      | –        |        |
| Sara Boyle Rachael Darragh | Doppel     | Mathilda Lindholm Jenny Nyström          | 15:21, 15:21        | 0            | 4            | –                | –            | –                               | –                   | –                                    | –            | –      | –        |        |
| Sara Boyle Rachael Darragh | Doppel     | Lorraine Baumann Audrey Fontaine         | 19:21, 18:21        | 0            | 4            | –                | –            | –                               | –                   | –                                    | –            | –      | –        |        |
| Sara Boyle Rachael Darragh | Doppel     | Jekaterina Bolotowa Jewgenija Kossezkaja | 9:21, 9:21          | 0            | 4            | –                | –            | –                               | –                   | –                                    | –            | –      | –        |        |
| Männer                     |            |                                          |                     |              |              |                  |              |                                 |                     |                                      |              |        |          |        |
| Scott Evans                | Einzel     | Georgios Charalambidis                   | 21:7, 21:9          | 6            | 1            | Blagovest Kisyov | 21:6, 21:13  | Emil Holst                      | 17:21, 14:21        | –                                    | –            | –      | –        |        |
| Scott Evans                | Einzel     | Yuhan Tan                                | 14:21, 21:13, 21:13 | 6            | 1            | Blagovest Kisyov | 21:6, 21:13  | Emil Holst                      | 17:21, 14:21        | –                                    | –            | –      | –        |        |
| Scott Evans                | Einzel     | Gergely Krausz                           | 21:16, 21:7         | 6            | 1            | Blagovest Kisyov | 21:6, 21:13  | Emil Holst                      | 17:21, 14:21        | –                                    | –            | –      | –        |        |
| Joshua Magee Sam Magee     | Doppel     | Mathias Boe Carsten Mogensen             | 17:21, 16:21        | 4            | 2            | –                | –            | Matijs Dierickx Freek Golinski  | 23:21, 19:21, 21:15 | Wladimir Iwanow Iwan Sosonow         | 5:21, 9:21   | –      | –        | Bronze |
| Joshua Magee Sam Magee     | Doppel     | Angelo Silva Ricardo Silva               | 21:15, 21:6         | 4            | 2            | –                | –            | Matijs Dierickx Freek Golinski  | 23:21, 19:21, 21:15 | Wladimir Iwanow Iwan Sosonow         | 5:21, 9:21   | –      | –        | Bronze |
| Joshua Magee Sam Magee     | Doppel     | Pavel Florián Ondřej Kopřiva             | 21:16, 21:7         | 4            | 2            | –                | –            | Matijs Dierickx Freek Golinski  | 23:21, 19:21, 21:15 | Wladimir Iwanow Iwan Sosonow         | 5:21, 9:21   | –      | –        | Bronze |
| Mixed                      |            |                                          |                     |              |              |                  |              |                                 |                     |                                      |              |        |          |        |
| Chloe Magee Sam Magee      | Doppel     | Alžběta Bášová Jakub Bitman              | 21:11, 19:21, 21:14 | 6            | 1            | –                | –            | Aneta Wojtkowska Paweł Pietryja | 21:18, 21:12        | Audrey Fontaine Gaëtan Mittelheisser | 12:21, 21:23 | –      | –        | Bronze |
| Chloe Magee Sam Magee      | Doppel     | Vytautė Fomkinaitė Povilas Bartušis      | 21:8, 21:10         | 6            | 1            | –                | –            | Aneta Wojtkowska Paweł Pietryja | 21:18, 21:12        | Audrey Fontaine Gaëtan Mittelheisser | 12:21, 21:23 | –      | –        | Bronze |
| Chloe Magee Sam Magee      | Doppel     | Fiorella Marie Sadowski Samuel Cali      | 21:3, 21:2          | 6            | 1            | –                | –            | Aneta Wojtkowska Paweł Pietryja | 21:18, 21:12        | Audrey Fontaine Gaëtan Mittelheisser | 12:21, 21:23 | –      | –        | Bronze |

## Basketball 3x3
| Athleten                                                | Gruppenphase                                 | Achtelfinale | Achtelfinale | Viertelfinale | Viertelfinale | Halbfinale | Halbfinale | Finale/Spiel um Bronze | Finale/Spiel um Bronze | Rang |
| Athleten                                                | Gruppenphase                                 | Gegner       | Ergebnis     | Gegner        | Ergebnis      | Gegner     | Ergebnis   | Gegner                 | Ergebnis               | Rang |
| ------------------------------------------------------- | -------------------------------------------- | ------------ | ------------ | ------------- | ------------- | ---------- | ---------- | ---------------------- | ---------------------- | ---- |
| Frauen                                                  |                                              |              |              |               |               |            |            |                        |                        |      |
| Grainne Dwyer Niamh Dwyer Suzanne Maguire Orla O’Reilly | Slowenien 10:14 Spanien 11:21 Slowakei 20:12 | Tschechien   | 17:13        | Russland      | 15:21         | –          | –          | –                      | –                      |      |

## Bogenschießen
| Athleten                                  | Wettbewerb | Platzierungsrunde | Platzierungsrunde | 1. Runde (64er)    | 1. Runde (64er) | 2. Runde (32er) | 2. Runde (32er) | Achtelfinale | Achtelfinale | Viertelfinale | Viertelfinale | Halbfinale | Halbfinale | Finale/Spiel um Bronze | Finale/Spiel um Bronze | Rang |
| Athleten                                  | Wettbewerb | Ringe             | Rang              | Gegner             | Ergebnis        | Gegner          | Ergebnis        | Gegner       | Ergebnis     | Gegner        | Ergebnis      | Gegner     | Ergebnis   | Gegner                 | Ergebnis               | Rang |
| ----------------------------------------- | ---------- | ----------------- | ----------------- | ------------------ | --------------- | --------------- | --------------- | ------------ | ------------ | ------------- | ------------- | ---------- | ---------- | ---------------------- | ---------------------- | ---- |
| Frauen                                    |            |                   |                   |                    |                 |                 |                 |              |              |               |               |            |            |                        |                        |      |
| Sinead Cuthbert Cunningham                | Einzel     | 596               | 57                | Natalja Erdynijewa | 0 : 6           | –               | –               | –            | –            | –             | –             | –          | –          | –                      | –                      |      |
| Männer                                    |            |                   |                   |                    |                 |                 |                 |              |              |               |               |            |            |                        |                        |      |
| Darren Wallace                            | Einzel     | 630               | 52                | David Pasqualucci  | 2 : 6           | –               | –               | –            | –            | –             | –             | –          | –          | –                      | –                      |      |
| Mixed                                     |            |                   |                   |                    |                 |                 |                 |              |              |               |               |            |            |                        |                        |      |
| Sinead Cuthbert Cunningham Darren Wallace | Team       | 1226              | 27                | –                  | –               | –               | –               | –            | –            | –             | –             | –          | –          | –                      | –                      |      |

## Boxen
| Athleten         | Wettbewerb                    | 1. Runde (32er)   | 1. Runde (32er) | Achtelfinale     | Achtelfinale | Viertelfinale     | Viertelfinale | Halbfinale       | Halbfinale | Finale          | Finale   | Rang   |
| Athleten         | Wettbewerb                    | Gegner            | Ergebnis        | Gegner           | Ergebnis     | Gegner            | Ergebnis      | Gegner           | Ergebnis   | Gegner          | Ergebnis | Rang   |
| ---------------- | ----------------------------- | ----------------- | --------------- | ---------------- | ------------ | ----------------- | ------------- | ---------------- | ---------- | --------------- | -------- | ------ |
| Frauen           |                               |                   |                 |                  |              |                   |               |                  |            |                 |          |        |
| Ceire Smith      | Fliegengewicht bis 51 kg      | –                 | –               | Camilla Johansen | 3:0          | Sajana Sagatajewa | 1:2           | –                | –          | –               | –        |        |
| Michaela Walsh   | Bantamgewicht bis 54 kg       | –                 | –               | Elena Saveleva   | 0:3          | –                 | –             | –                | –          | –               | –        |        |
| Katie Taylor     | Leichtgewicht bis 60 kg       | –                 | –               | Denitsa Eliseeva | 3:0          | Ida Lundblad      | 3:0           | Yana Alekseyevna | 2:1        | Estelle Mossely | 3:0      | Gold   |
| Männer           |                               |                   |                 |                  |              |                   |               |                  |            |                 |          |        |
| Brendan Irvine   | Leichtgewicht bis 49 kg       | –                 | –               | Tinko Banabakov  | 3:0          | Salman Alizada    | 2:1           | Dmytro Samotajew | 3:0        | Bator Sagalujew | 1:2      | Silber |
| Myles Casey      | Fliegengewicht bis 52 kg      | Ivan Fihurenka    | 3:0             | Elvin Mamishzada | 0:3          | –                 | –             | –                | –          | –               | –        |        |
| Kurt Walker      | Bantamgewicht bis 56 kg       | Bachtowar Nasirow | 1:2             | –                | –            | –                 | –             | –                | –          | –               | –        |        |
| Sean McComb      | Leichtgewicht bis 60 kg       | Tymur Beliak      | 3:0             | Donato Cosenza   | 3:0          | Yasin Yılmaz      | 3:0           | Albert Selimow   | 0:3        | –               | –        | Bronze |
| Dean Walsh       | Halbweltergewicht bis 64 kg   | –                 | –               | Maxim Dadaschew  | 2:1          | Kastriot Sopa     | 0:3           | –                | –          | –               | –        |        |
| Adam Nolan       | Weltergewicht bis 69 kg       | Alban Beqiri      | 3:0             | Dario Morello    | 3:0          | Josh Kelly        | 1:2           | –                | –          | –               | –        |        |
| Michael O’Reilly | Mittelgewicht bis 75 kg       | Sanjin Pol Vrgoč  | 3:0             | Emir Sabotic     | 3:0          | Aljaz Venko       | 3:0           | Maxim Koptjakow  | WO         | Xaybula Musalov | 3:0      | Gold   |
| Darren O’Neill   | Superschwergewicht bis 91 kg  | Ionut Jitaru      | 3:0             | Raitis Sinkēvičs | 3:0          | Gevorg Manukian   | 1:2           | –                | –          | –               | –        |        |
| Dean Gardiner    | Superschwergewicht über 91 kg | –                 | –               | Guido Vianello   | 3:0          | Tony Yoka         | 0:3           | –                | –          | –               | –        |        |

## Judo
| Athleten     | Wettbewerb       | 1. Runde        | 1. Runde | 2. Runde | 2. Runde | Achtelfinale | Achtelfinale | Viertelfinale | Viertelfinale | Hoffnungsrunde Halbfinale | Hoffnungsrunde Halbfinale | Halbfinale | Halbfinale | Hoffnungsrunde Finale | Hoffnungsrunde Finale | Finale / Kampf um Bronze | Finale / Kampf um Bronze | Rang |
| Athleten     | Wettbewerb       | Gegner          | Ergebnis | Gegner   | Ergebnis | Gegner       | Ergebnis     | Gegner        | Ergebnis      | Gegner                    | Ergebnis                  | Gegner     | Ergebnis   | Gegner                | Ergebnis              | Gegner                   | Ergebnis                 | Rang |
| ------------ | ---------------- | --------------- | -------- | -------- | -------- | ------------ | ------------ | ------------- | ------------- | ------------------------- | ------------------------- | ---------- | ---------- | --------------------- | --------------------- | ------------------------ | ------------------------ | ---- |
| Männer       |                  |                 |          |          |          |              |              |               |               |                           |                           |            |            |                       |                       |                          |                          |      |
| Eoin Fleming | Klasse bis 73 kg | Hasan Vanlıoğlu | 000-100  | –        | –        | –            | –            | –             | –             | –                         | –                         | –          | –          | –                     | –                     | –                        | –                        |      |

## Kanu
| Athleten                      | Wettbewerb | Vorlauf    | Vorlauf | Halbfinale | Halbfinale | Finale     | Finale | Rang |
| Athleten                      | Wettbewerb | Zeit (min) | Rang    | Zeit (min) | Rang       | Zeit (min) | Rang   | Rang |
| ----------------------------- | ---------- | ---------- | ------- | ---------- | ---------- | ---------- | ------ | ---- |
| Frauen                        |            |            |         |            |            |            |        |      |
| Jennifer Egan                 | K1 200 m   | 0:42,843   | 17      | 0:42,657   | 16         |            |        |      |
| Jennifer Egan                 | K1 500 m   | 1:55,468   | 16      | 1:53,113   | 14         | 2:11,396   | 15     | 15   |
| Jennifer Egan                 | K1 5000 m  |            |         |            |            | 23:06,306  | 4      | 4    |
| Männer                        |            |            |         |            |            |            |        |      |
| Tom Brennan                   | K1 200 m   | 0:36,446   | 18      | 0:36,191   | 16         |            |        |      |
| Wassili Pogreban              | K1 1000 m  | 3:39,410   | 10      | 3:29,596   | 14         | 3:42,691   | 18     | 18   |
| Peter Egan                    | K1 5000 m  |            |         |            |            | 23:13,183  | 21     | 21   |
| Simas Dobrovolskis Peter Egan | K2 200 m   | 0:35,049   | 16      |            |            |            |        |      |
| Simas Dobrovolskis Peter Egan | K2 1000 m  | 3:49,417   | 16      | 3:38,587   | 9          |            |        |      |
| Andrzej Jezierski             | C1 200 m   | 0:42,339   | 17      | 0:40,277   | 10         | 0:42,244   | 13     | 13   |

## Karate
| Athleten      | Wettbewerb | Gruppenphase                                       | Gruppenphase | Halbfinale | Halbfinale | Finale/Kampf um Bronze | Finale/Kampf um Bronze | Rang |
| Athleten      | Wettbewerb | Gegner                                             | Ergebnis     | Gegner     | Ergebnis   | Gegner                 | Ergebnis               | Rang |
| ------------- | ---------- | -------------------------------------------------- | ------------ | ---------- | ---------- | ---------------------- | ---------------------- | ---- |
| Frauen        |            |                                                    |              |            |            |                        |                        |      |
| Karen Dolphin | Kata       | Sandra Sanchez Jaime Veronika Mišková Sandy Scordo | 0:5          | –          | –          | –                      | –                      |      |

## Radsport

### Straße
| Athleten      | Wettbewerb      | Zeit                 | Rang                 |
| ------------- | --------------- | -------------------- | -------------------- |
| Frauen        |                 |                      |                      |
| Caroline Ryan | Straßenrennen   | Rennen nicht beendet | Rennen nicht beendet |
| Caroline Ryan | Einzelzeitfahrt | 35:29,55             | 15                   |
| Männer        |                 |                      |                      |
| Sean Downey   | Straßenrennen   | Rennen nicht beendet | Rennen nicht beendet |
| Edward Dunbar | Straßenrennen   | 5:42:09              | 48                   |
| Conor Dunne   | Straßenrennen   | 5:33:56              | 45                   |
| Ryan Mullen   | Straßenrennen   | Rennen nicht beendet | Rennen nicht beendet |
| Ryan Mullen   | Einzelzeitfahrt | 1:02:17,86           | 8                    |
| Jack Wilson   | Straßenrennen   | Rennen nicht beendet | Rennen nicht beendet |

## Ringen
| Athleten        | Wettbewerb       | 1. Runde                  | 1. Runde | Achtelfinale | Achtelfinale | Viertelfinale | Viertelfinale | Halbfinale | Halbfinale | Hoffnungsrunde Viertelfinale | Hoffnungsrunde Viertelfinale | Hoffnungsrunde Halbfinale | Hoffnungsrunde Halbfinale | Hoffnungsrunde Finale | Hoffnungsrunde Finale | Finale | Finale   | Rang |
| Athleten        | Wettbewerb       | Gegner                    | Ergebnis | Gegner       | Ergebnis     | Gegner        | Ergebnis      | Gegner     | Ergebnis   | Gegner                       | Ergebnis                     | Gegner                    | Ergebnis                  | Gegner                | Ergebnis              | Gegner | Ergebnis | Rang |
| --------------- | ---------------- | ------------------------- | -------- | ------------ | ------------ | ------------- | ------------- | ---------- | ---------- | ---------------------------- | ---------------------------- | ------------------------- | ------------------------- | --------------------- | --------------------- | ------ | -------- | ---- |
| Freistil Männer |                  |                           |          |              |              |               |               |            |            |                              |                              |                           |                           |                       |                       |        |          |      |
| Alexander Dolly | Klasse bis 86 kg | Taimuraz Friev Naskidaeva | 0:4      | –            | –            | –             | –             | –          | –          | –                            | –                            | –                         | –                         | –                     | –                     | –      | –        |      |

## Schießen
| Athleten      | Klasse | Wettbewerb | Qualifikation   | Qualifikation | Finale          | Finale | Rang |
| Athleten      | Klasse | Wettbewerb | Ringe/ Scheiben | Rang          | Ringe/ Scheiben | Rang   | Rang |
| ------------- | ------ | ---------- | --------------- | ------------- | --------------- | ------ | ---- |
| Männer        |        |            |                 |               |                 |        |      |
| Derek Burnett | Flinte | Trap       | 120             | 10            | –               | –      |      |

## Taekwondo
| Athleten    | Wettbewerb       | Achtelfinale   | Achtelfinale | Viertelfinale | Viertelfinale | Hoffnungsrunde Halbfinale | Hoffnungsrunde Halbfinale | Halbfinale | Halbfinale | Hoffnungsrunde Finale / Bronzekampf | Hoffnungsrunde Finale / Bronzekampf | Finale | Finale   | Rang |
| Athleten    | Wettbewerb       | Gegner         | Ergebnis     | Gegner        | Ergebnis      | Gegner                    | Ergebnis                  | Gegner     | Ergebnis   | Gegner                              | Ergebnis                            | Gegner | Ergebnis | Rang |
| ----------- | ---------------- | -------------- | ------------ | ------------- | ------------- | ------------------------- | ------------------------- | ---------- | ---------- | ----------------------------------- | ----------------------------------- | ------ | -------- | ---- |
| Frauen      |                  |                |              |               |               |                           |                           |            |            |                                     |                                     |        |          |      |
| Chloe Aboud | Klasse bis 67 kg | Elin Johansson | 6:14         | –             | –             | –                         | –                         | –          | –          | –                                   | –                                   | –      | –        |      |

## Triathlon
| Athleten      | Wettbewerb | Zeit (h)      | Rang          |
| ------------- | ---------- | ------------- | ------------- |
| Frauen        |            |               |               |
| Aileen Reid   | Einzel     | 2:03:58       | 6             |
| Männer        |            |               |               |
| Aaron O’Brien | Einzel     | nicht beendet | nicht beendet |
| Russell White | Einzel     | 1:54:41       | 36            |

## Turnen

### Geräteturnen
| Athletinnen      | Wettbewerb           | Sprung | Sprung | Stufenbarren | Stufenbarren | Boden  | Boden | Schwebebalken | Schwebebalken | Gesamt | Gesamt |
| Athletinnen      | Wettbewerb           | Punkte | Rang   | Punkte       | Rang         | Punkte | Rang  | Punkte        | Rang          | Punkte | Rang   |
| ---------------- | -------------------- | ------ | ------ | ------------ | ------------ | ------ | ----- | ------------- | ------------- | ------ | ------ |
| Frauen           |                      |        |        |              |              |        |       |               |               |        |        |
| Tara Donnelly    | Qualifikation        | –      | –      | 8,900        | 80           | 11,500 | 62    | 12,700        | 26            | 46,300 | 56     |
| Nicole Mawhinney | Qualifikation        | –      | –      | 10,500       | 58           | 11,200 | 71    | 11,800        | 45            | 46,800 | 53     |
| Ellis O’Reilly   | Qualifikation        | –      | –      | 10,366       | 63           | 12,133 | 47    | 11,800        | 45            | 48,032 | 46     |
| Mannschaft       | Mehrkampf Mannschaft | 27,033 | 15     | 20,866       | 24           | 23,633 | 21    | 24,500        | 16            | 96,032 | 18     |

| Athleten        | Wettbewerb           | Boden  | Boden | Pauschenpferd | Pauschenpferd | Ringe  | Ringe | Sprung | Sprung | Barren | Barren | Reck   | Reck | Gesamt  | Gesamt |
| Athleten        | Wettbewerb           | Punkte | Rang  | Punkte        | Rang          | Punkte | Rang  | Punkte | Rang   | Punkte | Rang   | Punkte | Rang | Punkte  | Rang   |
| --------------- | -------------------- | ------ | ----- | ------------- | ------------- | ------ | ----- | ------ | ------ | ------ | ------ | ------ | ---- | ------- | ------ |
| Männer          |                      |        |       |               |               |        |       |        |        |        |        |        |      |         |        |
| Kieran Behan    | Qualifikation        | 15,066 | 5     | 12,666        | 49            | 13,833 | 17    | –      | –      | 14,400 | 20     | 13,833 | 33   | 83,831  | 17     |
| Daniel Fox      | Qualifikation        | 12,666 | 70    | 13,066        | 39            | 12,633 | 58    | –      | –      | 12,600 | 72     | 12,633 | 67   | 76,798  | 54     |
| Rohan Sebastian | Qualifikation        | 14,033 | 31    | 13,066        | 38            | –      | –     | –      | –      | 13,066 | 60     | 13,066 | 59   | –       | –      |
| Mannschaft      | Mannschaft Mehrkampf | 29,099 | 6     | 26,132        | 13            | 26,466 | 19    | 27,433 | 22     | 27,466 | 16     | 26,899 | 21   | 163,495 | 17     |
| Kieran Behan    | Mehrkampf Einzel     | 15,133 | 1     | 11,433        | 18            | 14,100 | 7     | 14,366 | 9      | 12,900 | 18     | 13,266 | 14   | 81,198  | 17     |
| Kieran Behan    | Boden                | 14,866 | 4     | –             | –             | –      | –     | –      | –      | –      | –      | –      | –    | –       | –      |

## Wassersport

### Schwimmen
Hier fanden Jugendwettbewerbe statt. Bei den Frauen ist das die U17 (Jahrgang 1999) und bei den Männern die U19 (Jahrgang 1997).
| Athleten                                            | Wettbewerb          | Vorlauf         | Vorlauf         | Halbfinale  | Halbfinale | Finale       | Finale | Rang |
| Athleten                                            | Wettbewerb          | Zeit            | Rang            | Zeit        | Rang       | Zeit         | Rang   | Rang |
| --------------------------------------------------- | ------------------- | --------------- | --------------- | ----------- | ---------- | ------------ | ------ | ---- |
| Frauen                                              |                     |                 |                 |             |            |              |        |      |
| Katie Baguley                                       | 400 m Freistil      | 4:37,15 min     | 43              | -           | -          | -            | -      |      |
| Katie Baguley                                       | 1500 m Freistil     | -               | -               | -           | -          | 17:49,56 min | 17     | 17   |
| Katie Baguley                                       | 400 m Lagen         | 5:15,60 min     | 19              | -           | -          | -            | -      |      |
| Rachel Bethel                                       | 50 m Freistil       | 27,51 s         | 40              | -           | -          | -            | -      |      |
| Rachel Bethel                                       | 100 m Freistil      | 58,72 s         | 30              | -           | -          | -            | -      |      |
| Rachel Bethel                                       | 200 m Freistil      | 2:05,37 min     | 19              | 2:04,89 min | 14         | -            | -      |      |
| Iseult Hayes                                        | 50 m Freistil       | 27,69 s         | 47              | -           | -          | -            | -      |      |
| Iseult Hayes                                        | 100 m Freistil      | 59,14 s         | 40              | -           | -          | -            | -      |      |
| Iseult Hayes                                        | 50 m Rücken         | 30,61 s         | 28              | -           | -          | -            | -      |      |
| Iseult Hayes                                        | 100 m Rücken        | 1:06,18 min     | 25              | -           | -          | -            | -      |      |
| Danielle Hill                                       | 50 m Freistil       | 27,25 s         | 32              | -           | -          | -            | -      |      |
| Danielle Hill                                       | 200 m Freistil      | 2:10,74 min     | 49              | -           | -          | -            | -      |      |
| Danielle Hill                                       | 50 m Rücken         | 30,26 s         | 21              | -           | -          | -            | -      |      |
| Danielle Hill                                       | 100 m Rücken        | 1:05,49 min     | 21              | -           | -          | -            | -      |      |
| Danielle Hill                                       | 200 m Rücken        | 2:21,41 min     | 21              | -           | -          | -            | -      |      |
| Danielle Hill                                       | 50 m Schmetterling  | 29,25 s         | 37              | -           | -          | -            | -      |      |
| Niamh Kilgallen                                     | 50 m Brust          | 34,02 s         | 27              | -           | -          | -            | -      |      |
| Niamh Kilgallen                                     | 100 m Brust         | 2:41,17 min     | 28              | -           | -          | -            | -      |      |
| Niamh Kilgallen                                     | 200 m Brust         | 1:14,03 min     | 26              | -           | -          | -            | -      |      |
| Niamh Kilgallen                                     | 50 m Schmetterling  | 29,58 s         | 42              | -           | -          | -            | -      |      |
| Mona McSharry                                       | 50 m Freistil       | 27,59 s         | 45              | -           | -          | -            | -      |      |
| Mona McSharry                                       | 100 m Freistil      | 1:00,51 min     | 58              | -           | -          | -            | -      |      |
| Mona McSharry                                       | 50 m Brust          | 32,87 s         | 14              | 33,00 s     | 15         | -            | -      |      |
| Mona McSharry                                       | 100 m Brust         | 1:13,20 min     | 22              | -           | -          | -            | -      |      |
| Mona McSharry                                       | 200 m Brust         | 2:37,87 min     | 19              | -           | -          | -            | -      |      |
| Emma Reid                                           | 50 m Schmetterling  | 28,16 s         | 14              | 28,04 s     | 14         | -            | -      |      |
| Emma Reid                                           | 100 m Schmetterling | 1:02,66 min     | 15              | 1:01,97 min | 10         | -            | -      |      |
| Emma Reid                                           | 200 m Schmetterling | 2:21,35 min     | 17              | 2:20,05 min | 14         | -            | -      |      |
| Rachel Bethel Danielle Hill Mona McSharry Emma Reid | 4×100 m Lagen       | 4:19,56 min     | 8               | -           | -          | 4:16,81 min  | 6      | 6    |
| Männer                                              |                     |                 |                 |             |            |              |        |      |
| James Brown                                         | 50 m Schmetterling  | 25,88 s         | 46              | -           | -          | -            | -      |      |
| James Brown                                         | 100 m Schmetterling | 56,33 s         | 32              | -           | -          | -            | -      |      |
| James Brown                                         | 200 m Lagen         | 2:06,55 min     | 18              | -           | -          | -            | -      |      |
| James Brown                                         | 400 m Lagen         | 4:34,33 min     | 31              | -           | -          | -            | -      |      |
| Alan Corby                                          | 50 m Brust          | 30,32 s         | 35              | -           | -          | -            | -      |      |
| Alan Corby                                          | 50 m Rücken         | 27,43 s         | 28              | -           | -          | -            | -      |      |
| Alan Corby                                          | 100 m Rücken        | 59,15 s         | 40              | -           | -          | -            | -      |      |
| Alan Corby                                          | 200 m Rücken        | 2:10,94 s       | 35              | -           | -          | -            | -      |      |
| Alan Corby                                          | 100 m Schmetterling | 57,91 s         | 48              | -           | -          | -            | -      |      |
| Alan Corby                                          | 200 m Lagen         | 2:10,75 min     | 38              | -           | -          | -            | -      |      |
| Benjamin Doyle                                      | 50 m Schmetterling  | 25,77 s         | 43              | -           | -          | -            | -      |      |
| Benjamin Doyle                                      | 100 m Schmetterling | disqualifiziert | disqualifiziert | -           | -          | -            | -      |      |
| Benjamin Doyle                                      | 200 m Lagen         | 2:08,10 min     | 27              | -           | -          | -            | -      |      |
| Benjamin Doyle                                      | 400 m Lagen         | 4:36,40 min     | 33              | -           | -          | -            | -      |      |
| Rory McEvoy                                         | 50 m Rücken         | 27,34 s         | 27              | -           | -          | -            | -      |      |
| Rory McEvoy                                         | 100 m Rücken        | 58,20 s         | 33              | -           | -          | -            | -      |      |
| Rory McEvoy                                         | 200 m Rücken        | 2:05,49 min     | 21              | -           | -          | -            | -      |      |
| Andrew Moore                                        | 50 m Brust          | 31,17 s         | 42              | -           | -          | -            | -      |      |
| Andrew Moore                                        | 100 m Brust         | 1:07,51 min     | 36              | -           | -          | -            | -      |      |
| Andrew Moore                                        | 200 m Brust         | 2:26,16 min     | 30              | -           | -          | -            | -      |      |
| Andrew Moore                                        | 200 m Lagen         | 2:09,79 min     | 34              | -           | -          | -            | -      |      |
| Andrew Moore                                        | 400 m Lagen         | 4:34,29 min     | 30              | -           | -          | -            | -      |      |
| James Brown Alan Corby Rory McEvoy Andrew Moore     | 4×100 m Lagen       | 3:56,83 min     | 17              | -           | -          | -            | -      |      |

### Wasserspringen
Hier fanden die Junioreneuropameisterschaften der U19 (Jahrgang 1997) statt.
| Athleten         | Wettbewerb        | Vorkampf | Vorkampf | Finale | Finale | Rang |
| Athleten         | Wettbewerb        | Punkte   | Rang     | Punkte | Rang   | Rang |
| ---------------- | ----------------- | -------- | -------- | ------ | ------ | ---- |
| Frauen           |                   |          |          |        |        |      |
| Natasha MacManus | Kunstspringen 1 m | 319,70   | 19       | –      | –      |      |
| Natasha MacManus | Kunstspringen 3 m | 358,20   | 10       | 381,50 | 10     | 10   |